# 弗兰卡维拉德泰
弗兰卡维拉德泰（義大利語：Francavilla d'Ete），是意大利费尔莫省的一个市镇。总面积10.24平方公里，人口1002人，人口密度97.9人/平方公里（2009年）。ISTAT代码为044022。